# André Bonin
André Bonin (Granville, 1909. március 10. – Párizs 10. kerülete, 1998. szeptember 7.) olimpiai és világbajnok francia tőrvívó.